# James Henry Greathead

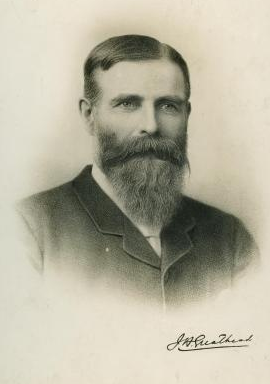
James Henry Greathead

James Henry Greathead (* 6. August 1844 in Grahamstown, Südafrika; † 21. Oktober 1896 in Streatham, London) war ein Bauingenieur, der maßgeblich an der Entwicklung der Tunnelbohrmaschine beteiligt war. 

## Leben
1859 ging Greathead nach Großbritannien, 1864 begann er beim Brückenbauer Peter W. Barlow und um 1867 wurde er Assistent bei der Midland Railway, wo er mit William Henry Barlow zusammenarbeitete. 1869 schloss er sich wieder Barlow an, wo er am Entwurf für den Tower Subway arbeitete. Hierfür verbesserte er mit Peter W. Barlow das 1818 von Marc Isambard Brunel entwickelte Tunnelbauschild für den Schildvortrieb und entwarf seine eigene Tunnelbohrmaschine. 
Er war auch Berater beim Bau des Blackwall-Tunnel. Später war er Chefingenieur bei der City and South London Railway. Kurz vor seinem Tod war er zusammen mit Benjamin Baker an Planung und Bau der Central London Railway beteiligt.